# Boissy-le-Châtel
 Boissy-le-Châtel  es una población y comuna francesa, en la región de Isla de Francia, departamento de Sena y Marne, en el distrito de Meaux y cantón de Coulommiers.

## Geografía
La altitud del municipio varía de 72 metros a 150 metros para el punto más alto, con el centro del pueblo ubicado a unos 120 metros sobre el nivel del mar (ayuntamiento). Está clasificado en la zona de actividad sísmica nivel 1, aunque corresponde a una actividad sísmica muy baja.

## Demografía
| 1271 | 1284 | 1393 | 1725 | 2366 | 2661 |
| Para los censos de 1962 a 1999 la población legal corresponde a la población sin duplicidades (Fuente: INSEE [Consultar]) |      |      |      |      |      |